# Bokit

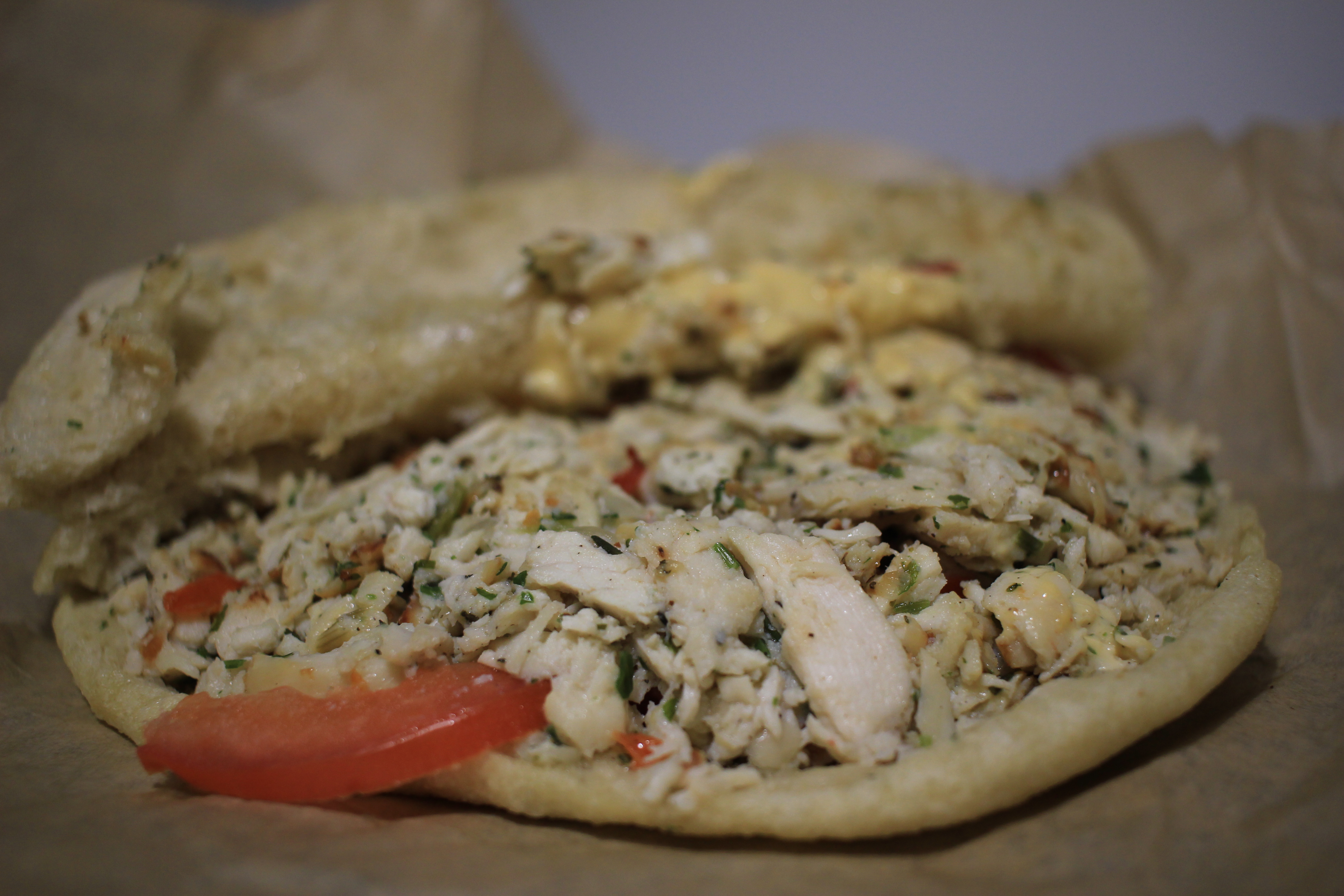
Un bokit au poulet ouvert, dévoilant ses ingrédients.

Le bokit est un sandwich guadeloupéen, plus particulièrement Marie-Galante qui est frit dans une casserole d'huile de tournesol.

## Composition
Le bokit est composé pour l'essentiel de farine, d'eau, de sel et de bicarbonate ou de levure. Sa garniture varie (morue, poulet, crudités, bœuf…). C'est la version fourrée du danquite.

## Histoire

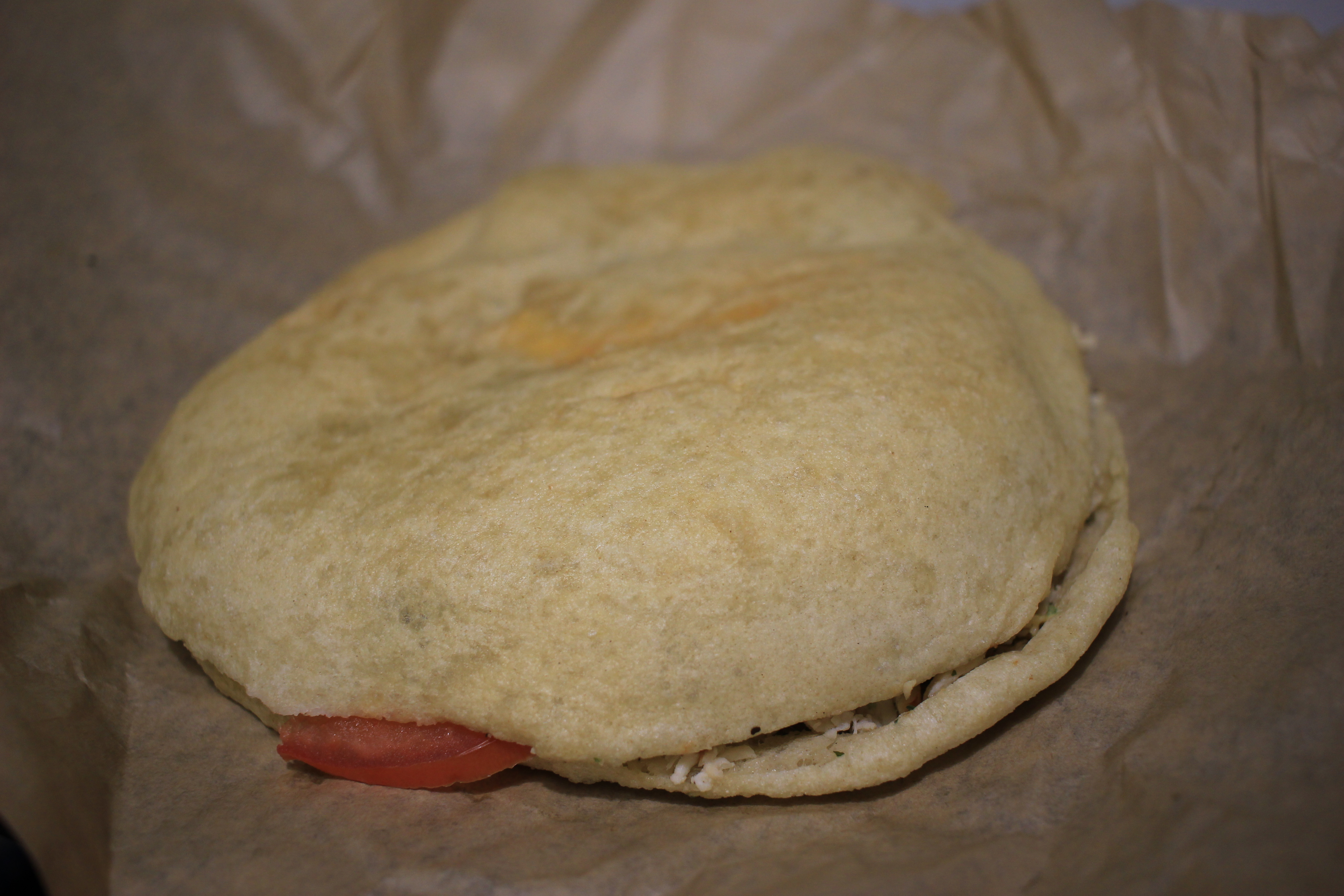
Un bokit au poulet, fermé.

Cette spécialité typiquement guadeloupéenne s’est développée au milieu du XIXe siècle, après l’abolition de l’esclavage. À cette époque, les travailleurs les plus pauvres ne pouvaient même pas se payer certains produits de première nécessité comme le pain. Mais, observateurs et débrouillards, ils eurent l’idée d’adapter et de fabriquer eux-mêmes un pain, sans levure à l’époque et cuit dans une casserole d’huile chaude, appelé « pain chaudière », dû à la vapeur s’en échappant.
Le bokit tire son origine du Johnny cake, sorte de pain frit que les colons de la Nouvelle-Angleterre auraient emprunté aux Indiens shawnees qui avaient l'habitude de faire cuire une galette de maïs sur des pierres chaudes. Cette galette pouvait supporter les longs voyages. Les colons s'en seraient inspirés en y adjoignant de la farine de blé. Les Indiens appelaient leur galette jonikin, les colons, eux, dirent journey cake, en référence aux longues expéditions pendant lesquelles ce biscuit trouvait toute son utilité. C'est finalement le nom Johnny cake qui est resté.
Au fil des échanges avec les colonies des Caraïbes, tout au long du XVIIIe siècle, le pain frit est devenu djoncake à la Dominique et à la Barbade. Les francophones entendirent djonkit ou dannkit. Le produit évoluant en forme et en contenu vers un sandwich, il prit le nom définitif de « bokit » en Guadeloupe, pour en devenir une spécialité typique de cette île. Il évolua en sandwich dans les années 1960 dans les rues de Pointe-à-Pitre, créé par Mathurine Parnas, qui fut également la première à importer en Guadeloupe les frites inconnues jusqu'alors sur l'île.

## Dans la culture
- Le groupe de punk rock The Bolokos fait référence aux bokits dans la chanson How Many Bokits?[5].
- Le chanteur Riddla mentionne le sandwich dans son titre Bokit.
- Le rappeur wasting shit fait référence plusieurs fois aux bokits dans sa discographie.